# Kanu (ur. 1987)
Rubenilson dos Santos da Rocha, znany również jako Kanu (ur. 23 września 1987 w Salvadorze) – brazylijski piłkarz występujący na pozycji napastnika.

## Kariera
Kanu zawodową karierę rozpoczynał w sezonie 2007 w drugoligowym klubie Grêmio Barueri. W tamtym sezonie w jego barwach zagrał 4 razy i zdobył jedną bramkę, a w klasyfikacji końcowej Campeonato Brasileiro Série B jego klub zajął 13. miejsce. W lutym 2008 został wypożyczony do grającego w lidze stanowej São Paulo klubu CA Juventus. Tam grał do maja 2008. Potem przebywał na testach w holenderskim FC Groningen, jednak nie podpisał kontraktu z tym klubem. W lipcu 2008 roku wypożyczono go do belgijskiego Anderlechtu.
W pierwszej lidze belgijskiej zadebiutował 19 grudnia 2008 w wygranym 2:0 meczu z Racingiem Genk. W styczniu 2009 został wykupiony przez Anderlecht z Grêmio za 500 tysięcy euro. W tym samym miesiącu został wypożyczony do innego pierwszoligowego zespołu, Cercle Brugge. Pierwszy ligowy mecz w jego barwach zaliczył 16 stycznia 2009 przeciwko Anderlechtowi (2:1). Do końca sezonu 2008/2009 w lidze belgijskiej zagrał jeszcze 12 razy, a potem powrócił do Anderlechtu. Następnie grał w Cercle Brugge i Tereku Grozny. W 2016 trafił do tajskiego Buriram United, a w 2017 do Omonii Nikozja.